# Halo (astronomie)

de halo van het melkwegstelsel

Een halo (ook wel galactische halo) in de astronomie is de min of meer bolvormige ruimte die een sterrenstelsel omsluit waarbinnen de zwaartekracht van het melkwegstelsel nog invloed uitoefent. De halo is geconcentreerd in de richting van het centrum en wordt naar buiten steeds ijler. In de halo bevinden zich de bolvormige sterrenhopen. Naast bolvormige sterrenhopen bevinden zich ook losse sterren in de halo. De dichtheid aan sterren is echter veel lager dan die in de spiraalarmen en in de kern van het sterrenstelsel. De sterren in de halo nemen niet deel aan de beweging van de sterren in de spiraalarmen van het melkwegstelsel om het middelpunt van dit stelsel. De diameter van de halo van de Melkweg is in de orde van 100.000 lichtjaren.
Over het algemeen zijn de objecten in de halo zeer oud. De gemiddelde leeftijd van de (populatie II) sterren in bolvormige sterrenhopen is meer dan 13 miljard jaar, weinig jonger dan het heelal zelf, dat volgens de huidige inzichten 13,8 miljard jaar oud is.
Bolvormige sterrenhopen zijn min of meer gelijkmatig verdeeld over de halo. Dit heeft bijgedragen aan ons inzicht dat de Zon zich niet in het centrum van de Melkweg bevindt, maar aan de rand ervan.
De dichtstbijzijnde populatie II ster is HD 140283 met een afstand van 190,1 ± 1,5 lichtjaar. De leeftijd van deze ster is 14,46 ± 0,8 miljard jaar. 